# Verwaltungsgemeinschaft Theres
In der Verwaltungsgemeinschaft Theres im unterfränkischen Landkreis Haßberge haben sich folgende Gemeinden zur Erledigung ihrer Verwaltungsgeschäfte zusammengeschlossen:
1. Gädheim, 1301 Einwohner, 9,58 km²
2. Theres, 2701 Einwohner, 30,77 km²
3. Wonfurt, 1920 Einwohner, 17,36 km²

Sitz der Verwaltungsgemeinschaft ist Theres.